# Ratxka
El Ratxka - Рачка (rus) - és un riu de Rússia. És un afluent del Moskvà. Té 1,8 km de llarg.